# The Jungle (Zona crepusculară)
The Jungle este episodul 77 al serialului american Zona crepusculară. A fost difuzat pentru prima dată pe 1 decembrie 1961.

## Intriga
Alan Richards și soția sa Doris s-au întors recent din Africa, unde compania lui Alan construiește un baraj hidroelectric. Alan descoperă că aceasta a păstrat în taină câteva talismane oferite de către un șaman local pentru protecție. Când aduce în discuție prezența lor, ea îi mărturisește că este îngrozită de băștinașii⁠(d) care se opun proiectului și îl imploră să oprească construcția. Acesta îi ignoră rugămințile și pleacă la muncă. Pe holul blocului său, descoperă cadavrul unei capre.
Alan participă la o ședință a consiliului de administrație, unde discută despre baraj și despre faptul că, deși băștinașii vor beneficia pe termen lung datorită construcției, sunt deranjați că vor trebui să-și părăsească locurile strămoșești. Îi avertizează pe cei prezenți că șamanii⁠(d) locali i-au amenințat că vor lupta împotriva celor implicați în proiect cu ajutorul magiei negre. Când ceilalți membri îl iau în derâdere, Alan denotă superstițiile acestora: unul poartă un picior de iepure⁠(d), altul practică astrologia, iar clădirea nu are etajul 13.
Mai târziu, acesta se întâlnește într-un bar cu un prieten și îi arată o amuletă dintr-un dinte de leu pe care Doris i-a dăruit-o. Conform acesteia, dintele îl va proteja de atacurile unui leu. Alan se îndreaptă spre casă, dar realizează că mașina sa nu pornește. Încearcă să revină la bar, unde și-a uitat amuleta, dar acesta este închis; folosește un telefon public⁠(d), dar nu funcționează. Când se îndepărtează de cabină, telefonul sună. Alan răspunde, însă aude doar sunetul junglei.
Pleacă spre casă, auzind în continuare sunetele junglei - inclusiv tobe tribale - și devine din ce în ce mai iritabil. Încearcă să ia un taxi, ar șoferul moare brusc, în timp ce așteaptă la semafor. Alan întâlnește un vagabond și îl întreabă despre zgomotele junglei, pe care vagabondul pretinde că nu le aude. Îi oferă acestuia bani pentru a-l escorta prin parc, dar dispare într-o clipă de neatenție.
Alan ajunge într-un final în apartamentul său. Zgomotele se opresc brusc. Liniștit, Alan își pregătește o băutură. Aude răgetul⁠(d) unui leu în dormitor, iar când deschide ușa camerei, descoperă un leu în pat și cadavrul soției sale. În ultima scenă, leul sare spre Alan și îl ucide.